# Lucian Bernhard

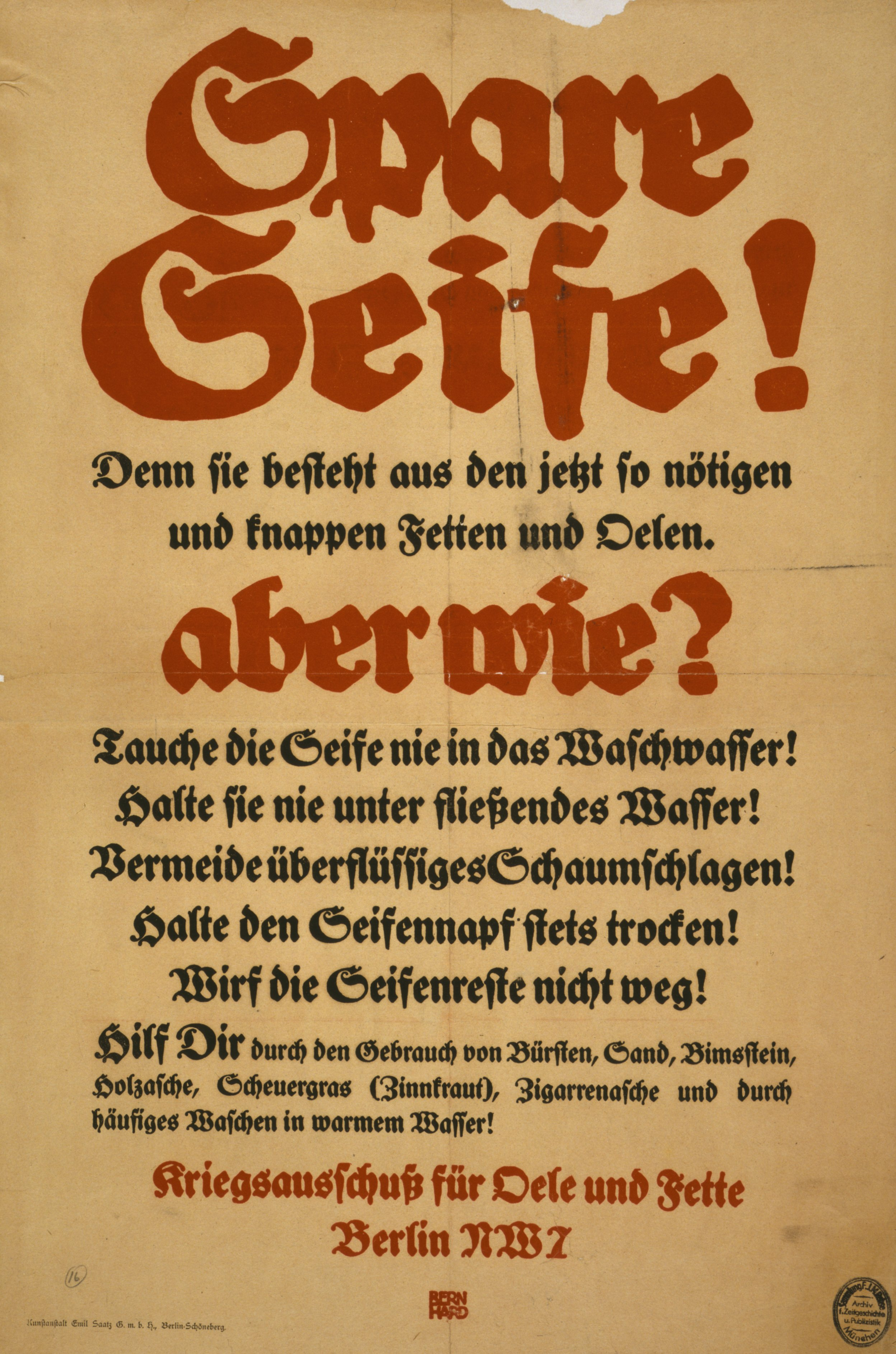
Lucian Bernhard. Manifesto di propaganda della Grande Guerra che invita la popolazione ad usare con parsimonia alcuni beni di prima necessità quali il sapone e l'olio.

Lucian Bernhard, pseudonimo di Emil Kahn (Bad Cannstatt, 15 marzo 1883 – New York, 29 maggio 1972), è stato un pubblicitario e grafico tedesco.

## Biografia
Dotato di uno stile caratterizzato da un'estrema semplicità grafica e comunicativa, è stato uno dei più importanti graphic designer tedeschi della prima metà del Novecento.
La sua prima opera di rilievo è un manifesto per i fiammiferi Priester, che viene premiato nel 1905 alla Camera di Commercio berlinese. Tale evento segna l'inizio di una fortunata carriera di pubblicitario. Tra i suoi lavori più celebri è possibile citare, oltre a quelli propagandistici della prima guerra mondiale, il poster per le scarpe Stiller del 1912.
Nel 1920 diventa insegnante presso la Königlichen Akademie di Berlino. E sempre nei primi anni venti è cofondatore della rivista di grafica Das Plakat (poi Gebrauchsgraphik). Nel 1923 tiene una serie di conferenze negli Stati Uniti, luogo questo dove emigrerà e dove passerà il resto della propria vita.
Importante è stata anche la sua opera di progettazione di caratteri tipografici. Nell'arco della propria carriera arrivò a realizzarne 36. Tra i più importanti è possibile citare il Lucian (1928), il Fashion (1929) e il Tango (1933).